# Taiohae

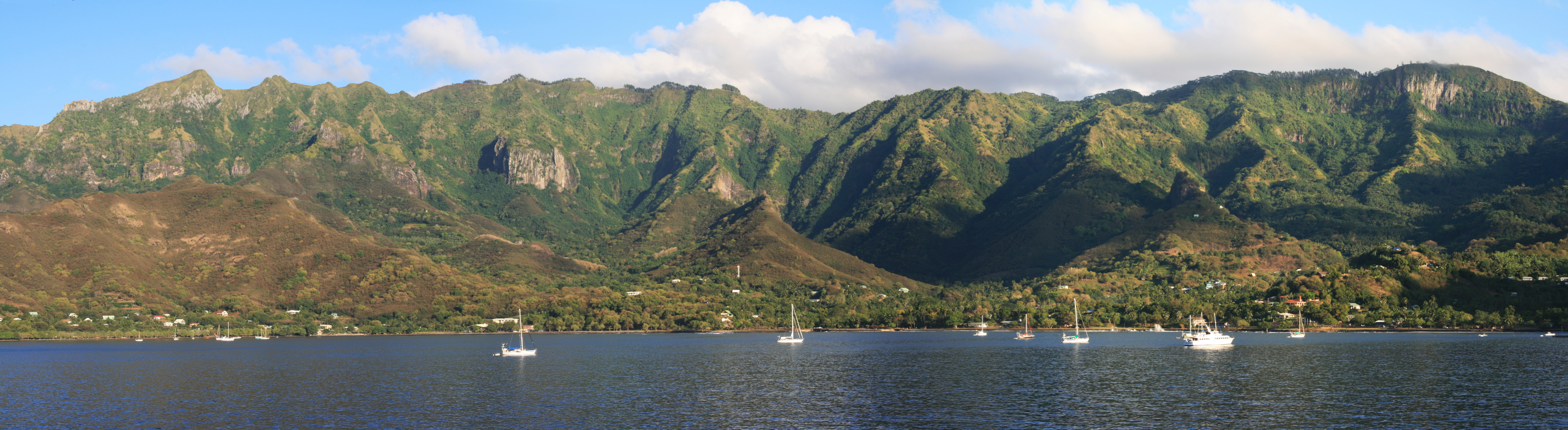
Panorama de Taiohae, visto da baía.

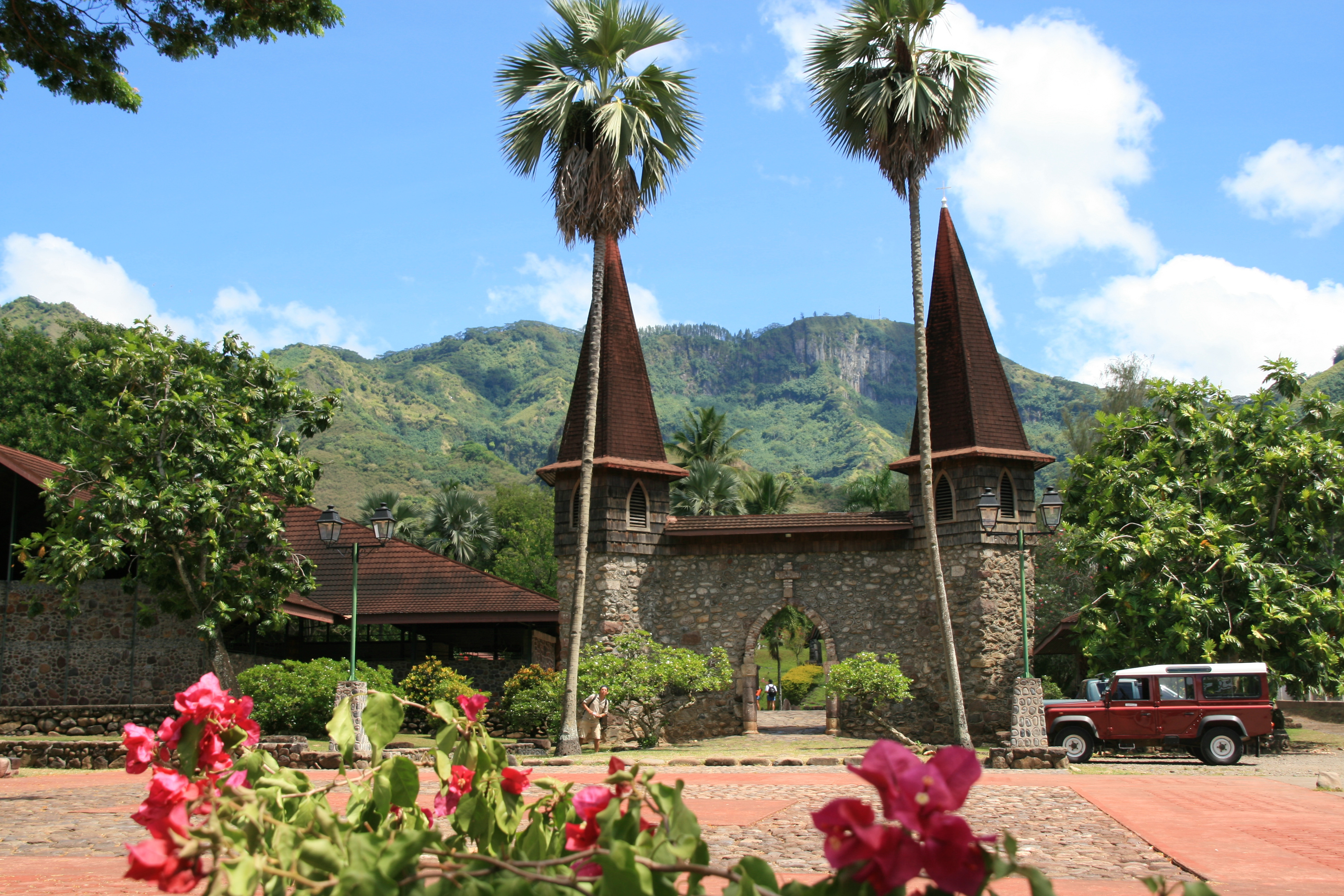
Catedral Notre-Dame das Marquesas

Taiohae é uma pequena localidade de uns 1,700 habitantes, situada ao sul da ilha de Nuku Hiva, no arquipélago das Marquesas, do qual é a capital, na Polinésia Francesa.

## Geografia
Em ambos os lados da entrada da baía de Taiohae tem duas ilhas rochosas, referidos como "cães de guarda". A sentinela ocidental é chamada Motu Nui, e a oriental Mata Ua "Puna. O Monte Muak vista para a vila 864 m, e marca o extremo sul do planalto Tōvi'i cobrindo a maior parte da província de Te I'i.

## História
Alguns opositores republicanos de Napoleão III, foram deportados para Nuku Hiva na década de 1850, incluindo Louis Langomazino.
Taiohae é a sede de uma diocese desde 1966, Notre-Dame das Marquises (ou Notre-Dame de Taiohae) está localizado a leste da vila.

## CidadesIrmãs
- Arica